# Miconia pubicalyx
Miconia pubicalyx är en tvåhjärtbladig växtart som beskrevs av Henry Allan Gleason. Miconia pubicalyx ingår i släktet Miconia och familjen Melastomataceae. Inga underarter finns listade i Catalogue of Life.